# Teresa (Spagna)
Teresa è un comune spagnolo di 317 abitanti situato nella comunità autonoma Valenciana.